# كارل تورنر (سياسي)
كارل تورنر (بالإنجليزية: Karl Turner)‏ هو سياسي أمريكي، ولد في 23 مارس 1942 في إيستبورت في الولايات المتحدة. حزبياً، نشط في الحزب الجمهوري. وقد انتخب عضو مجلس ولاية مين.